# マツダ・CX-8
CX-8（シーエックス・エイト）は、マツダが2018年から2023年まで製造・販売していた大型クロスオーバーSUVである。

## 概要
「SKYACTIV TECHNOLOGY」とデザインテーマ「魂動（こどう）-Soul of Motion」を全面採用した、マツダの日本国内向けクロスオーバーSUVの最上位モデルとして開発された。
北米を中心に販売されているCX-9と、2代目CX-5のプラットフォームを組み合わせた、3列シートを採用したクロスオーバーSUVとして投入された。3列目シートを補助席的に扱うことなく、6人ないし7人がゆとりを持って乗車できるミニバンのような居住性を追求した。なお、CX-8の投入を機にプレマシーおよびビアンテは販売を終了しており、マツダの代表取締役社長兼CEOの小飼雅道は初代発表時に「国内ミニバン市場は先細りしている」と指摘した上で、3列シートSUVでミニバンに替わる新たな市場を作り上げたいとの考えを示していた。
エンジンは発売当初「SH-VPTS」型2.2L直列4気筒ディーゼルターボ「SKYACTIV-D 2.2」のみを搭載した。段付きエッグシェイプピストン、超高応答マルチホールピエゾインジェクター、可変ジオメトリーターボチャージャーなどの新技術により、2代目CX-5に搭載された同型式エンジンと比較して、最高出力で+11kW（+15PS)の140kW（190PS）、最大トルクで+30N･m（+3.1kgf･m）の450N･m（45.9kgf･m）に向上させている。また、2018年10月には、「PY-VPS型」2.5L直列4気筒自然吸気式「SKYACTIV-G 2.5」と「PY-VPTS型」2.5L直列4気筒ターボ「SKYACTIV-G 2.5T」の2種のガソリンエンジンを追加し、計3種類から選択可能となった。
トランスミッションは、6速ATの「SKYACTIV-DRIVE」（6EC-AT）のみが設定される。
サスペンションは、CX-9のサスペンション基本構造をもとに減衰力などを専用に調整。「リバウンドスプリング」をフロントダンパーに採用し、コーナリング時の安定性を向上させている。ブレーキもCX-9から流用した。
テールランプもCX-9を流用。ただし両車の全幅が異なるため、左右をつなぐアクセントメッキガーニッシュはCX-8専用設計となっている。
2列目シートは、左右分割のキャプテンシート（2種類／6人乗り）とベンチシート（7人乗り）を設定。「XD L Package」専用のキャプテンシートには、中央に充電用USB端子付大型コンソールボックスを装備している。
荷室容量は、3列目までの定員乗車時は239L、3列目シートを倒すと572Lを確保。荷室のトランクボード下は307mmの深さを備えたサブトランクもあり、さまざまな用途に対応可能。（いずれもVDA方式、サブトランク容量65Lを含む、Bose サウンドシステム無しの場合）
マツダの先進安全技術「i-ACTIVSENSE（アイ・アクティブセンス）」を標準装備。また、360°ビュー・モニター、アクティブボンネットの採用等により、事故リスク低減から衝突被害軽減まで、すべての領域において高い安全性能を追求している。
2018年後半には中国の長安マツダによる生産が開始され、中国市場にも投入された。中国仕様の特徴としては当時の日本仕様にはないサンルーフが設定されており、また現地の道路状況を鑑みスペアタイヤが装備されているため、全長が55mm長くなっている。
マツダが本拠地を置く広島県、及びに防府工場が存在する山口県が知事専用車として採用した。また新型コロナに感染した患者を搬送するための車両として2021年から約1年間、マツダが広島市に無償で貸与していた。

### 年表
- 2017年
  - 4月28日 - 国内向け新世代商品としては初めての3列シート採用モデル「マツダ CX-8」の2017年中の国内発売を公表[7]。
  - 7月25日 - 「マツダ CX-8」の外観および諸元を一部公開[8]。
  - 9月14日 - 予約受注を開始。12月14日の発売を発表[9]。
    - ラインアップは「XD」・「XD PROACTIVE」・「XD L Package」の3機種。最上位機種の「XD L Package」はキャプテンシートを採用した6人乗りのみの設定。その他の機種は、6人乗り・7人乗りを選択できた。駆動方式は、2WD（FF）と4WD（i-ACTIV AWD）の2タイプを設定。
    - ボディカラーは、「スノーフレイクホワイトパールマイカ（特別塗装色）」、「ソニックシルバーメタリック」、「マシーングレープレミアムメタリック（特別塗装色）」、「ジェットブラックマイカ」、「ソウルレッドクリスタルメタリック（特別塗装色）」「チタニウムフラッシュマイカ」、「ディープクリスタルブルーマイカ」の全7色を設定。
- 2018年
  - 4月10日 - 4月29日から5月4日に開催される「北京モーターショー2018」に参考出品[10]。
  - 6月14日 - 最上級機種「XD L Package」に7人乗り本革シート仕様を追加[11]。シート材質は6人乗りと同様ナッパレザーを使用。これにより全グレードで、6:4分割ベンチシートの「7人乗り」と、キャプテンシートを採用した「6人乗り」を選択可能となった。
  - 10月25日 - 商品改良[12]（11月29日発売）。
    - ガソリンエンジン搭載車を新設定。「SKYACTIV-G 2.5」を搭載した「25S」・「25S PROACTIVE」・「25S L Package」（いずれも2WD車のみの設定）と、「SKYACTIV-G 2.5T」を搭載した「25T PROACTIVE」と「25T L Package」（いずれもAWD車のみの設定）の計5グレードを追加。「SKYACTIV-G 2.5」搭載車は「平成30年排出ガス基準75%低減レベル」認定を、「SKYACTIV-G 2.5T」搭載車は「平成30年排出ガス基準50%低減レベル」認定をそれぞれ取得している。同時に、ディーゼルエンジン搭載車の「XD」は2WD車を廃止し、AWD車のみの設定に変更した。また、「G-ベクタリング コントロール（GVC）」を、ハンドルを切った際の制御に加えハンドルを戻す際の制御を追加した「G-ベクタリング コントロール プラス（GVC プラス）」へ改良。
    - エアコンパネルや各種スイッチ・ダイアルのデザインが一新され、アルミホイールは塗装色が変更（17インチはダークシルバーからグレーメタリックに変更、19インチはシルバー塗装はより高輝度に、高輝度塗装はよりダークな色味にそれぞれ変更）された。前席センターコンソールのアームレスト高が約15mm低くなり、3列目の後方リフトゲートや荷室フロアまわりの遮音性能が強化された。「L Package」は「シートベンチレーション」機能が搭載され、3眼メーター中央に「7インチマルチスピードメーター」を採用。インナーミラーは鏡面側の縁取りを無くしたフレームレスタイプとなり、オーバーヘッドコンソールを新形状に変更。インテリアの照明を白色LEDに統一され、シフトノブ周辺のダウンライトや前後席の足元照明が採用された。

  - 11月8日 - 「2018～2019日本自動車殿堂カーオブザイヤー」を受賞[13]。
- 2019年10月23日 - 商品改良[14]（11月28日発売、「XD PROACTIVE S Package」のみ2020年1月発売）。
  - 「L Package」系グレードには2列目ベンチシートにワンタッチウォークインスイッチとナッパレザー素材としたウォークスルータイプのキャプテンシートを追加。また、充電用USB端子を設け、2列目は「25S」を除くウォークスルータイプのキャプテンシート車に装備、3列目は「L Package」系グレードに標準装備、「PROACTIVE」系グレードにメーカーオプション設定された。そのほか「25S」除くウォークスルータイプのキャプテンシート車には2列目用カップホルダーを、「PROACTIVE」系グレードにはセカンドシート シートヒーター（左右席）をそれぞれ採用された。WXGAセンターディスプレイのサイズが7インチから8インチに大型化され、ルーフ部に塗布型制振材を採用。開閉やチルトアップが可能な電動スライドガラスサンルーフ（チルトアップ機能付）を一部グレードに標準装備（なし設定も可能）またはメーカーオプション設定され、サブトランクボックスの奥行が拡大された。フォグランプの装備が廃止された。
  - AWD車には、悪路における想定外のスタック時にもAWDとトラクション・コントロール・システム（TCS）の協調により接地輪への駆動力伝達を最大化して悪路からのスムーズな脱出を実現するオフロード・トラクション・アシストが採用された。
  - 「SKYACTIV-G 2.5」搭載モデルの「25S」・「25S PROACTIVE」・「25S L Package」はAWD車を、「SKYACTIV-G 2.5T」搭載モデルの「25T PROACTIVE」と「25T L Package」には2WD車がそれぞれ追加されたほか、ディーゼルエンジン搭載車の「XD」が廃止された。
  - 特別仕様車「Exclusive Mode」は、2列目シートに電動スライド&リクライニング機構、ベンチレーション機能、アームレスト付コンソールを追加。スイッチ操作で2列目シートが倒れ、シートが前方にスライドする電動ウォークイン機能を装備。「25T」と「XD」に設定される。
  - 新グレード「XD PROACTIVE S Package」は、ブラックのレザーシートとし、シートヒーター&シートベンチレーション機能（運転席・助手席）、フレームレスの自動防眩ルームミラー、TFTカラーの7インチスピードメーターが装備される。
  - なお、今回の商品改良でリア左側に装着されている「CX-8」の車名ロゴエンブレム、「SKYACTIV」専用エンブレムが「Mazda Type」[15]に、AWD車に装着されるAWDオーナメントがCX-30に準じた新デザインにそれぞれ変更された。
- 2020年
  - 4月3日 - マツダの創立100周年を記念した「100周年特別記念車」を発表。予約受注を開始（7月以降発売、2021年3月31日までの期間限定受注）[16]。
    - 「25S L Package」、「25T Exclusive Mode」、「XD Exclusive Mode」をベースに、バーガンディのフロアカーペットを装備し、ボディカラーに「スノーフレイクホワイトパールマイカ」を採用。また、フロアマットやフロントフェンダー部には創業100周年記念バッジが装着され、マツダの前身となる東洋工業が創業された際に制定されていた「丸工マーク」と現在のマツダのブランドシンボルマークを重ね合わせた創立100周年スペシャルロゴをヘッドレストやキーフォブ（キーフォブは100周年専用化粧箱入り）の刻印、センターホイールキャップのロゴに採用した。
    - 上記に加えて、「25S 100周年特別記念車」では電動スライドガラスサンルーフが追加装備され、セカンドシートにアームレスト付コンソール、パワーウォークイン機構、4Wayパワーシート、シートベンチレーション（左右席）が追加される。

  - 5月28日 - 特別仕様車「SMART EDITION」を発表（当日より予約受付開始、夏以降の発売）[17]。
    - 「25S」、「XD PROACTIVE」をベースに、アクティブ・ドライビング・ディスプレイ、アダプティブ・LED・ヘッドライト（ALH）、レーンキープ・アシスト・システム（LAS）、「セーフティクルーズ・パッケージ」、交通標識認識システム（TSR）、360°ビュー・モニター、シグネチャーLEDランプ（フロント&リア）、パワーリフトゲート、IRカットガラスを特別装備した。
    - なお、「XD SMART EDITION」は、ベースグレードの「XD PROACTIVE」に装備される運転席10Wayパワーシート&ドライビングポジションメモリー機能/助手席6Wayパワーシート、シートヒーター（運転席&助手席及び2列目）、ステアリングヒーター、充電用USB端子（7人乗り仕様はセンターアームレスト、6人乗り仕様はフロントコンソール後部に装備。7人乗り仕様は小物入れも同時に省かれる）、リアドアウィンドーサンシェード（ショップオプションに変更）、オート格納ドアミラーが省かれ、タイヤ&アルミホイールは19インチから17インチにサイズダウン（アルミホイールはシルバーメタリック塗装からグレーメタリック塗装に変更）、スピーカーは6つから4つにグレードダウン、インテリアコーディネーションは「25S」相当の内容のうち、デコレーションパネル（インパネ/ドアトリム）をガンメタリックに、パワーウインドウスイッチ/ドアミラーコントロールスイッチをブラックにそれぞれ変更し、パワーシート操作スイッチ部・フロントカップホルダー/リアエアコンパネル/ドアトリムスイッチパネルの加飾とフロントコンソールアームレストが省かれる。このため、車両本体価格がベースグレードの「XD PROACTIVE」に比べて30.8万円（税込）割安となる。

  - 6月5日 - マツダE&Tと共同で新型コロナウイルス感染症（COVID-19）の軽症患者等の搬送を目的とした特殊用途車両を開発し、広島県[18]と山口県[19]に納入。
    - 前席（運転席・助手席）と後席の間にFRP製の隔壁を設け、空調システムでは前席に陽圧、後席に陰圧（英語版）を与え、加えて後席の排気システムにHEPAフィルターを設けて患者の座る後部座席からのウィルス拡散を防ぐ構造となっている。隔壁は取り外し可能となっており、患者輸送車としての用途が終了した後には通常の公用車として使用できるようになっていた[20]。

  - 12月3日 - 商品改良（12月17日発売、「L Package」・「Exclusive Mode」・「100周年特別記念車」は2021年2月発売）[21]。
    - 「SKYACTIV-D 2.2」搭載の「XD」系グレードにおいてエンジンの最高出力を7kW（10PS）向上。最高出力時のエンジン回転数を4,500rpmから4,000rpmに下げて加速性能を向上するとともに、アクセルペダルの操作力を最適化。「SKYACTIV-G 2.5T」搭載の「25T」系を除くグレードをおいては、素早くアクセルを踏み込んだときにより素早く変速が行えるように「SKYACTIV-DRIVE」の応答性が向上された。
    - 機能面ではリアバンパー中央下部に足を出し入れするとリアゲートが自動開閉するハンズフリー機能付パワーリアゲートが搭載され、ワイヤレス給電（Qi）を設定。センターディスプレイのサイズを8インチから8.8インチ又は10.25インチに大型化（8.8インチ採用グレードでもメーカーオプションにより10.25インチの設定が可能）され、コネクティッドサービスが導入された。
    - 「25T」と「XD」に設定の「Exclusive Mode」は新たに7人乗り仕様を追加[注釈 4]するとともに、両仕様に赤褐色のオーバーンを新採用。併せて、19インチアルミホイールのデザインが変更され、フロントバンパー下部にガーニッシュを追加し、新意匠のテールパイプを採用。シートにはサイトキルティングが施された。「25S」と「XD」に設定の「L Package」はブラックとレッドを新採用した（レッドは有償オプション）。「L Package」・「Exclusive Mode」・「100周年特別記念車」ではフロントグリルの形状が変更され、ボディカラーに新色の「プラチナクォーツメタリック」を専用設定された。
    - 同時に特別仕様車「Black Tone Edition」が設定された（12月17日発売）[22]。
      - 「25S PROACTIVE」・「XD PROACTIVE」をベースに、外観はドラミラーとフロントグリルをグロスブラックに変え、19インチアルミホイールにブラックメタリック塗装を採用。内装は素材にグランリュクスと合成皮革を採用し、レッドステッチ加飾を施した専用シートが採用され、パーツの随所にレッドステッチ加飾を、ステアリングホーンパッドリングにサテンクロームメッキを施した。そのほか、自動防眩ミラーをフレームレス仕様に変え、地上デジタルテレビチューナー（フルセグ）とワイヤレス給電（Qi）を搭載し、センターディスプレイを10.25インチとし、サードシートのサイドに充電用USB端子を2つ装備した。
- 2022年
  - 1月14日 - 最上位グレードの「Exclusive Mode」に2.5Lガソリンモデル「25S Exclusive Mode」を、特別仕様車「Black Tone Edition」に「25T Exclusive Mode」をベースにした2.5Lガソリンターボモデル「25T Black Tone Edition」がそれぞれ追加された（同日より予約開始、1月下旬発売）[23]。
    - 「25T Black Tone Edition」はベースグレードからドアミラーとフロントグリルをグロスブラック（フロントグリルは水平基調）に変更。19インチアルミホイールにブラックメタリック塗装を、インパネ/ドアパネルデコレーションパネルにハニカムブラック/サテンクロームメッキを採用した一方、電動スライドガラスサンルーフ（チルトアップ機構付）とボーズサウンドシステム+10スピーカーをメーカーオプション（スピーカーは6スピーカーにグレードダウン）、LED間接照明（足元:フロント/セカンドシート）をショップオプションにそれぞれ変更。フロントバンパーアンダーガーニッシュ（ブライト）、オーバーヘッドコンソールLEDダウンライト、グローブボックス内の植毛加工とLEDイルミネーション、運転席&助手席シートベンチレーション、セカンドシートのアームレスト付きコンソール・パワーウォークイン機構・4Wayパワーシート・シートベンチレーション（カップホルダーと充電用USB端子はフロントコンソール後部に変更）を非装備化、インテリアランプ類（運転席/助手席バニティミラー照明・フロントマップランプ・セカンド/サードルームランプ・ラゲッジルームランプ）をグレードダウン（非LED化）したことで、ベースグレードに比べて49.94万円（消費税込）割安となる。

  - 11月2日 - 大幅商品改良（マイナーチェンジ）を発表（同日より予約開始、同年12月下旬発売）[24]。
    - 外観では、フロントグリルはバンパー立体と連続した造り込みとしたブロックメッシュパターンに変更、リアはバンパーとランプのコーナーをより広げ、ランプのシグネチャーを最新化。ボディカラーはスノーフレークホワイトパールマイカを廃止する替わりにロジウムホワイトプレミアムメタリック（特別塗装色）を追加した。
    - サスペンションやシートにはCX-60で導入された技術が採り入れられた。ガソリン車に設定されるドライブセレクションは「MAZDA INTELLIGENT DRIVE SELECT」（略称Mi-DRIVE）となり、「SKYACTIV-G 2.5T」搭載車はアクセルペダルの操作力が最適化され、AT変速タイミングとロックアップの制御を変更。サスペンションはスプリングやダンパー特性が見直され、前席シートはシートクッションやばねが改良された。
    - 安全面では、ALHが12分割から20分割となり、追従走行機能とステアリングアシスト機能で構成されたクルージング&トラフィック・サポート（CTS）を追加。一部グレードに装備されているApple CarPlayにワイヤレス接続機能が追加され、USB Type-C端子が採用された。
    - 最上位グレードである「Exclusive Mode」はボディから前後バンパーロワ、ホイールアーチ、クラッディング/ボディロアガーニッシュまでが同色で統一され、フロントグリルをガンメタリックに、バンパーガーニッシュをシルバーに、19インチアルミホイールを高輝度ダーク塗装にそれぞれ変え、ルーフレールや大型マフラーカッターを装備。シートはナッパレザー（ブラックもしくはピュアホワイト）となり、キルティング模様のステッチやヘアラインシルバーのインパネ加飾が施された。
    - 新グレードとして「Sports Appearance」が追加された。フロントグリル、シグネチャーウィング、バンパー下部、クラッディング、ボディロアガーニッシュ、ドアミラーをブラック塗装で統一。19インチアルミホイールはブラックメタリック塗装が採用され、大型マフラーカッターを装備。内装はシートにスムースレザー（レッドもしくはブラック）が採用され、ステッチにライトグレー、インパネ加飾にハニカムシルバー・サテンクロームメッキを施した。
    - さらに、「Smart Edition」をベースに、フロントグリルを「Exclusive Mode」と同じガンメタリック塗装に、19インチアルミホイールを切削加工・ブラックメタリック塗装にそれぞれ変え、ルーフレールやブライトのサイドガーニッシュを装備。Mi-DRIVEはオフロードモードが追加され、センターディスプレイを10.25インチに大型化し、インテリアのランプ類（バニティミラー照明・マップ・ルーム・ラゲッジ）をすべてLED化。ハンズフリー機能付パワーリフトゲート、助手席6wayパワーシート、地上デジタルチューナー（フルセグ）、ワイヤレス充電（Qi）などの充実の装備も備えた特別仕様車「Grand Journey」も設定された。
- 2023年
  - 10月31日 - 12月下旬に生産終了することを正式発表。注文が12月までの生産台数に達した時点で販売終了となる[25]。発売から約6年での生産終了となり、2022年11月マイナーチェンジモデルに関してはわずか1年で生産打ち切りとなった。
  - 12月25日 - 生産終了。以後、流通在庫のみの販売となる。同月内にホームページからも削除された。